# Claudia Millian
Claudia Millian (n. 21 februarie 1887, București – d. 21 septembrie 1961) a fost o poetă simbolistă română, autoare de teatru și publicistică, membră a avangardei artistice românești.

## Biografie
Părinții săi sunt Ion Millian (de origine greacă), inginer petrolist și Maria Negolescu, fiica unui învățător din Câmpulung Muscel. A absolvit liceul la Ploiești, unde a și debutat cu versuri în ziarul "Ploieștii", continuând cu alte apariții în "Voința Prahovei", "Lumina", "Biruința". În capitală a urmat apoi Școala de Belle-Arte (1906-1911) și Conservatorul de Artă Dramatică(clasa Lucia Sturdza-Bulandra), extinzându-și colaborările la "Viața", "Falanga", "Flacăra", "Viitorul", folosind uneori și pseudonimul Claudia Cridim, împrumutat de la primul ei soț, poetul Christea N. Dumitrescu.
După divorțul de publicistul Christea N. Dumitrescu-Cridim, se recăsătorește, în 1914, cu poetul simbolist Ion Minulescuși debutează pe scena Teatrului Național din București cu piesa Masca.     A fost profesoară de desen și istoria artelor în București (1918-1940), apoi directoare la Școala de Sericicultură, dar s-a afirmat în publicistică, poezie și pictură. Ion Minulescu și Claudia Millian au avut o fiică, pe Mioara Minulescu, artistă plastică. A debutat în ziarul ploieștean Lumina cu poezia Din trecut (1906) și editorial, în 1914, cu volumul Garoafe roșii. Sub pseudonimul Dinu Șerban, a publicat opt piese de teatru care au avut reprezentațiipe scenele teatrelor din București în perioada interbelică.
Este înmormântată alături de soțul său la Cimitirul Bellu.

## Volume publicate

### Poezie
- 1914 - Debutează în volum cu Garoafe roșii - versuri
- 1922 - Cântări pentru pasărea albastră - versuri
- 1936 - Întregire - volum de versuri la Cartea Românească

### Memorialistică
- 1968 - Triptic memorial - volum memorialistic, publicat postum
- 1973 - Cartea mea de aduceri aminte

### Dramaturgie
- După paravan
- Rozina
- Fericirea mea
- Vreau să trăiesc
- Șapte gâște potcovite
- Veronica Micle (singura piesă reprezentată pe scenă)
- Ana Ipătescu
- Dinozaurii.

## Traduceri
- La Rochefoucauld - Filosofia vieții, București, 1909
- Serghei Grigoriev - Alexandr Suvorov, București, 1953 (în colaborare)
- C. D. Ușinschi - Animale domestice, păsări și fiare, București

## Premii, distincții și decorații
- „Palmes académiques” - pentru merite în promovarea relațiilor culturale româno-franceze[4]